# Storia dell'urbanistica e dell'architettura di Napoli

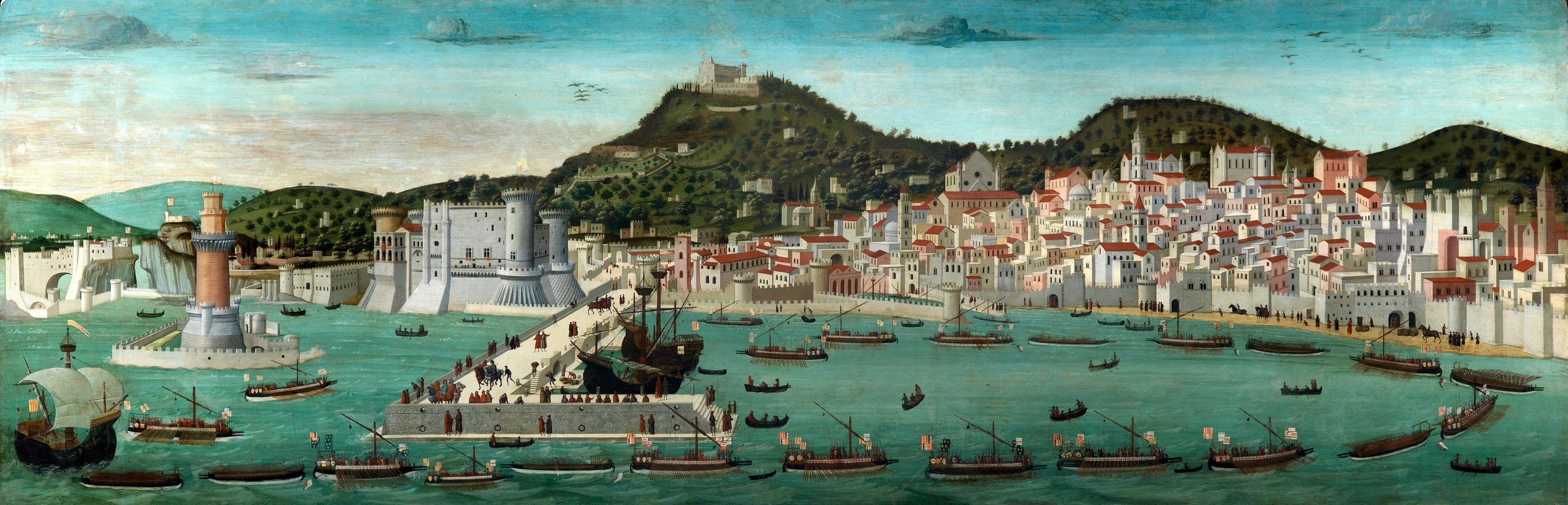
Tavola Strozzi, veduta di Napoli nel XV secolo

La storia dell'architettura di Napoli è l'insieme di fatti, personaggi e progetti che hanno determinato lo sviluppo urbano ed architettonico della città nel corso di circa tre millenni.

## Età antica

### Partenope
Partenope, fondata sul Monte Echia dai cumani nell'VIII secolo a.C., ha lasciato non molte tracce di sé, quali i resti di una necropoli del VII secolo a.C. e vari gruppi di materiali di abitato.

### VI secolo a.C.: La rifondazione come Neapolis

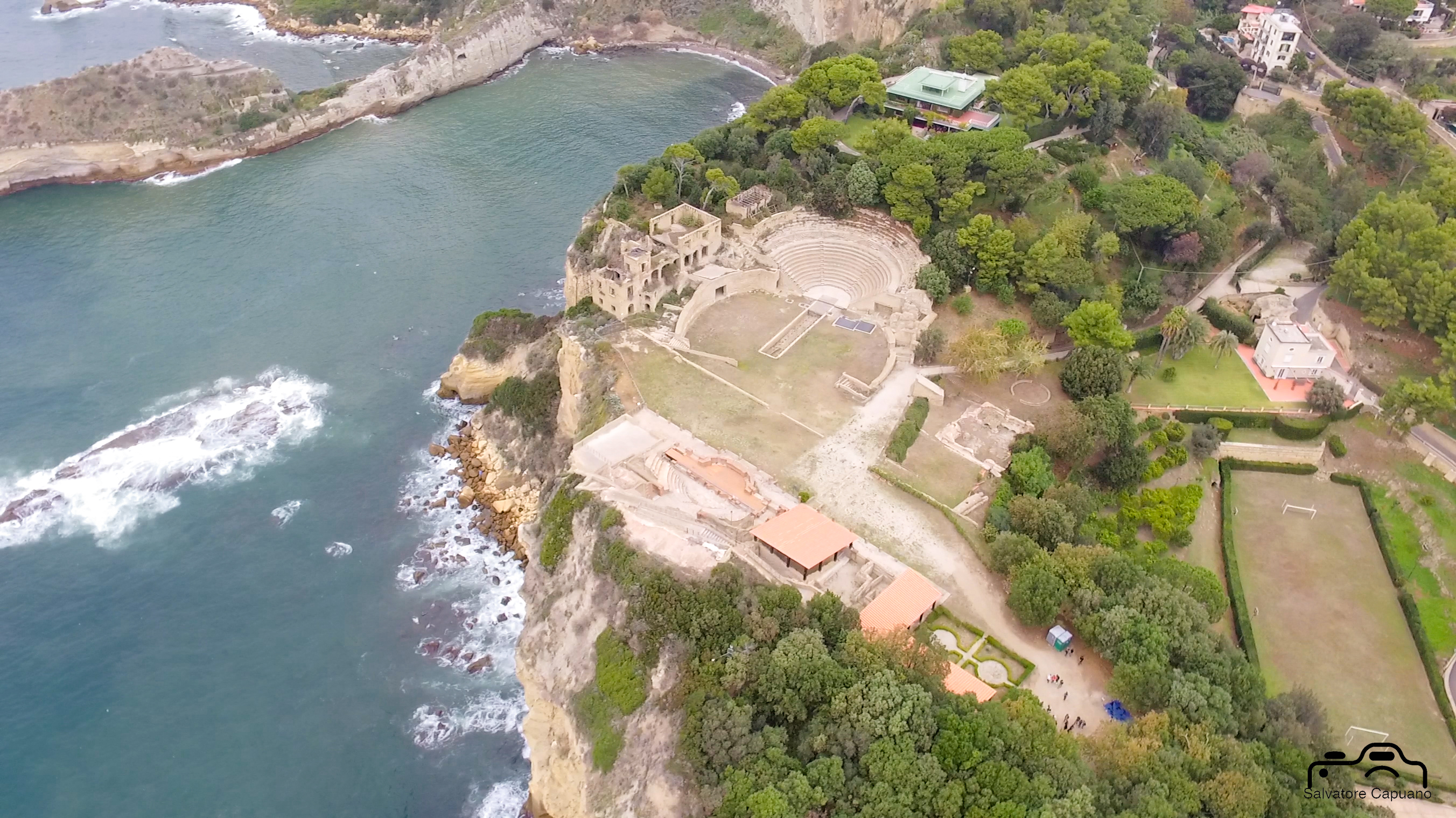
La villa Imperiale di Pausylipon, costruita nell'ambito dell'espansione di Neapolis verso i Campi Flegrei durante la tarda repubblica romana

Neapolis fondata nel VI secolo a.C. si caratterizza per uno schema planimetrico ortogonale: tre Plateiai (i futuri Decumani: Via dei Tribunali, Via Anticaglia e Via San Biagio dei Librai), orientate in senso est-ovest, e da una ventina di Stenopoi (che saranno i Cardi) che intersecano questi ad angolo retto in direzione nord-sud, formando insule da 185 per 35 m.
L'agorà/foro di Neapolis è posto in asse con il decumano maggiore ed è ancora oggi visitabile negli scavi delle fondazioni della Basilica di San Lorenzo Maggiore.
Ciò è dovuto ad una circostanza: in epoca medievale, infatti, a seguito di violentissimi nubifragi, una colata di fango (Lahar) livellò quest'area che formava una sorta di valle. Di conseguenza, il nuovo piano stradale fu ad esser rialzato - solo in questa zona - di una decina di metri rispetto al reticolo viario preesistente.
Per contro, nel resto del centro storico, quelle strade sono la stratificazione, senza soluzione di continuità, dei tracciati greci e romani, conseguentemente irraggiungibili. Ed è questo uno degli aspetti che determina l'unicità del centro storico di Napoli, entrato a far parte dei beni Patrimonio dell'Umanità.
Due colonne di spoglio del tempio dei Dioscuri, nel foro di Neapolis, le troviamo ancora oggi sulla facciata della vicina basilica di San Paolo Maggiore. In effetti, fino ad un episodio sismico rovinoso nel XVII secolo, la facciata del Tempio originario era ancora del tutto integra, come ci attestano diverse acqueforti dell'epoca.
In posizioni più periferiche troviamo ancora edifici termali e stadi. In particolare, in Via dell'Anticaglia si possono osservare - inglobati nei muri delle successive costruzioni - pareti e contrafforti dell'antico Teatro, nel quale si esibì probabilmente Nerone come cantante. Attualmente è in corso una difficilissima opera di recupero del manufatto che è sostanzialmente integro ma del tutto riempito dalle costruzioni successivamente erette.
I sepolcri sorgevano fuori le mura: sono stati individuati sulla collina di Santa Teresa, a Castel Capuano, ai Santi Apostoli, a San Giovanni a Carbonara, fra Castel Nuovo e via Verdi, sotto via Medina.

## Napoli medioevale

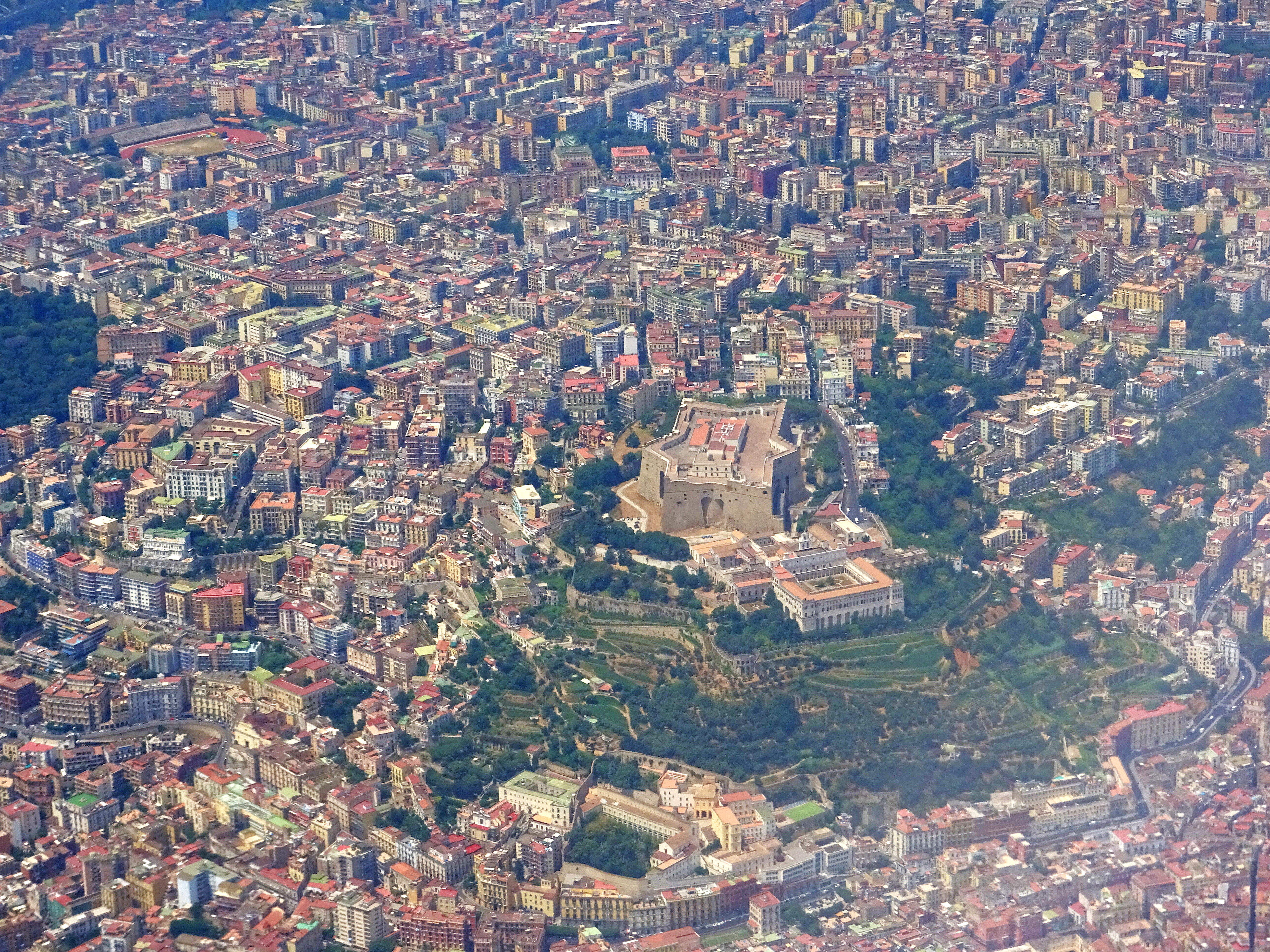
Fotografia aerea di castel Sant'Elmo situato sulla collina del Vomero

In epoca medioevale anche Napoli assiste ad una forte contrazione economica, sociale e demografica. Sotto la dominazione angioina, nel 1262 la città divenne la capitale del Regno di Sicilia anche se, di lì a pochi anni, con la cacciata degli Angioini dalla Sicilia, iniziò un lungo periodo di conflitti fra Napoli e la Sicilia Aragonese.
Tra gli edifici di maggior importanza costruiti in questo periodo ricordiamo il Castel Capuano che permise l'apertura della città verso l'hinterland a nord-ovest, il Castel Sant'Elmo che difendeva a monte la città, ed il Castel dell'Ovo. Questi tre bastioni permettevano il controllo della città da nord-ovest, dalle colline del Vomero e dal mare. Con l'avvento degli Angioini si ebbe anche l'edificazione (1279-82) di una nuova fortezza, Castel Nuovo (o Maschio Angioino), che ereditò la funzione di dimora dei sovrani di Napoli.
Tra le iniziative di Carlo I si ricordano, tra l'altro, la bonifica di vasti territori paludosi, l'incoraggiamento all'edificazione privata, la costruzione della chiesa di San Eligio, della Torre di San Vincenzo, di un ospedale e di un nuovo mercato, la sistemazione di strade, acquedotti e canali di irrigazione.

## Età moderna

### Gli Aragonesi

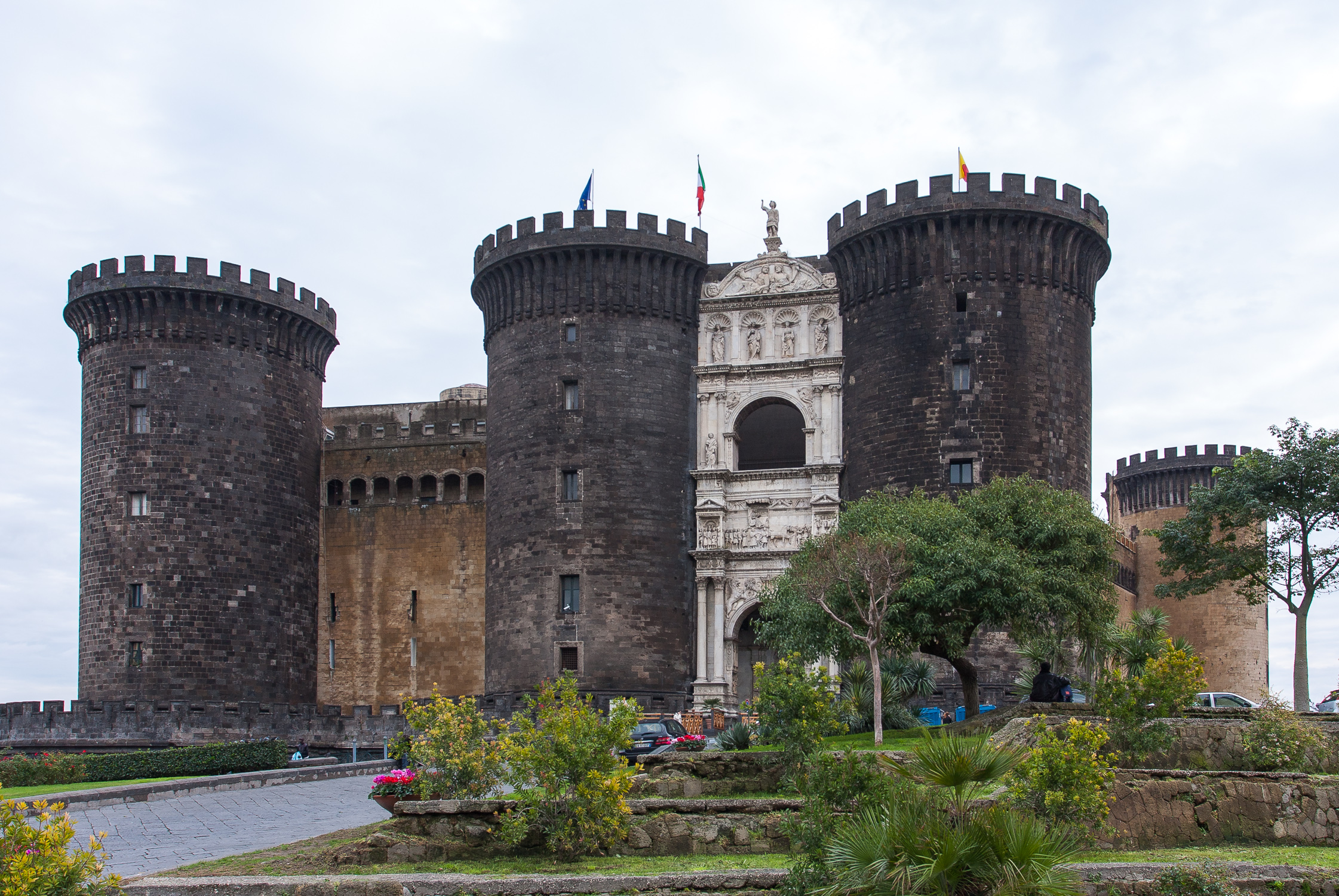
Castel Nuovo

La città durante il governo aragonese si arricchì ulteriormente di fondazioni religiose tanto da far diminuire l'area edile all'interno delle antiche mura. Napoli in quel periodo subì un sensibile incremento demografico, infatti il quel periodo si contarono circa 100 000 abitanti, di conseguenza il governo aragonese decise di allargare le mura.
Gli ottimi contatti che avevano con i Medici fecero sì che in città giungessero i migliori architetti toscani per l'erezione dei palazzi aristocratici. Gli architetti toscani portarono anche nuovi sistemi di difesa e quindi la difesa fu potenziata e resa più efficace dalle armi tecnologiche.
Alla fine del secolo in città arrivò anche un architetto cosentino, Giovanni Francesco Mormando che insieme ai locali colleghi, ma di derivazione romana (tra questi Novello da San Lucano e Gabriele d'Agnolo), aprì una nuova stagione del rinascimento napoletano che ebbe molti seguaci nel secolo XVI tra i quali Giovanni Francesco Di Palma, allievo e genero di Mormando.

### Il viceregno spagnolo

#### XVI secolo

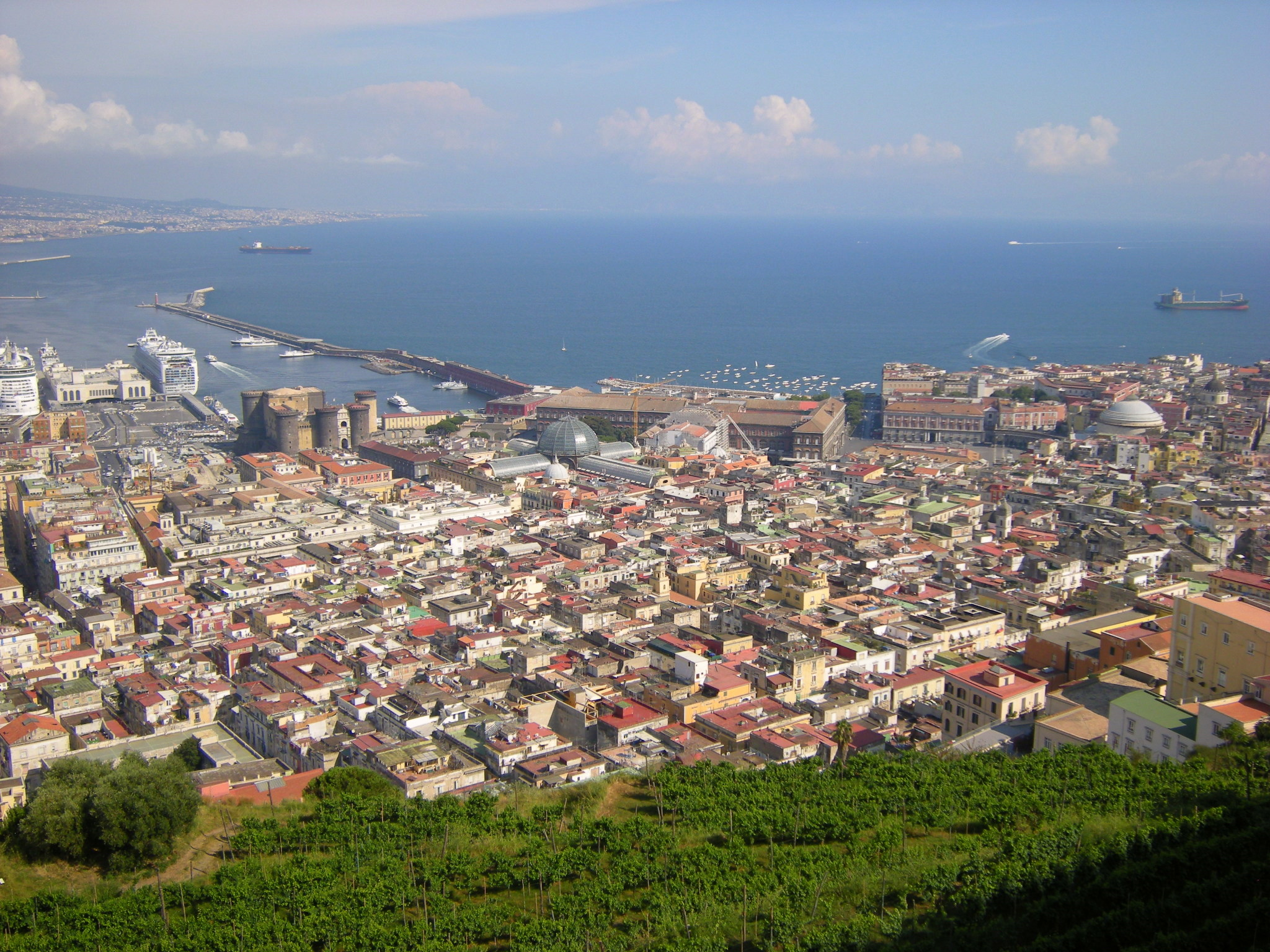
Quartieri spagnoli

Nel XVI secolo, il viceré Don Pedro de Toledo fece espandere la cinta delle fortificazioni, che consentì di raddoppiare la superficie urbana e di collegare i tre castelli (Castel Nuovo, Castel dell'Ovo, Castel Sant'Elmo). Le altre opere del viceregno furono la trasformazione del Castel Capuano in Tribunale grazie al lavoro di un importante architetto locale, Ferdinando Manlio che era già stato nominato architetto del regno. In tutto il cinquecento si formarono importanti architetti come Giovanni Francesco Di Palma, Gian Battista Cavagni, Giovanni da Nola, Ferdinando Manlio ed altri. Durante la seconda metà del XVI secolo la città si arricchì di nuove fabbriche religiose che nel secolo successivo formeranno lo stile barocco napoletano. Gli architetti della seconda metà del secolo erano per lo più appartenenti agli ordini religiosi come il francescano Giuseppe Nuvolo, e il gesuita Giuseppe Valeriano.

#### XVII secolo

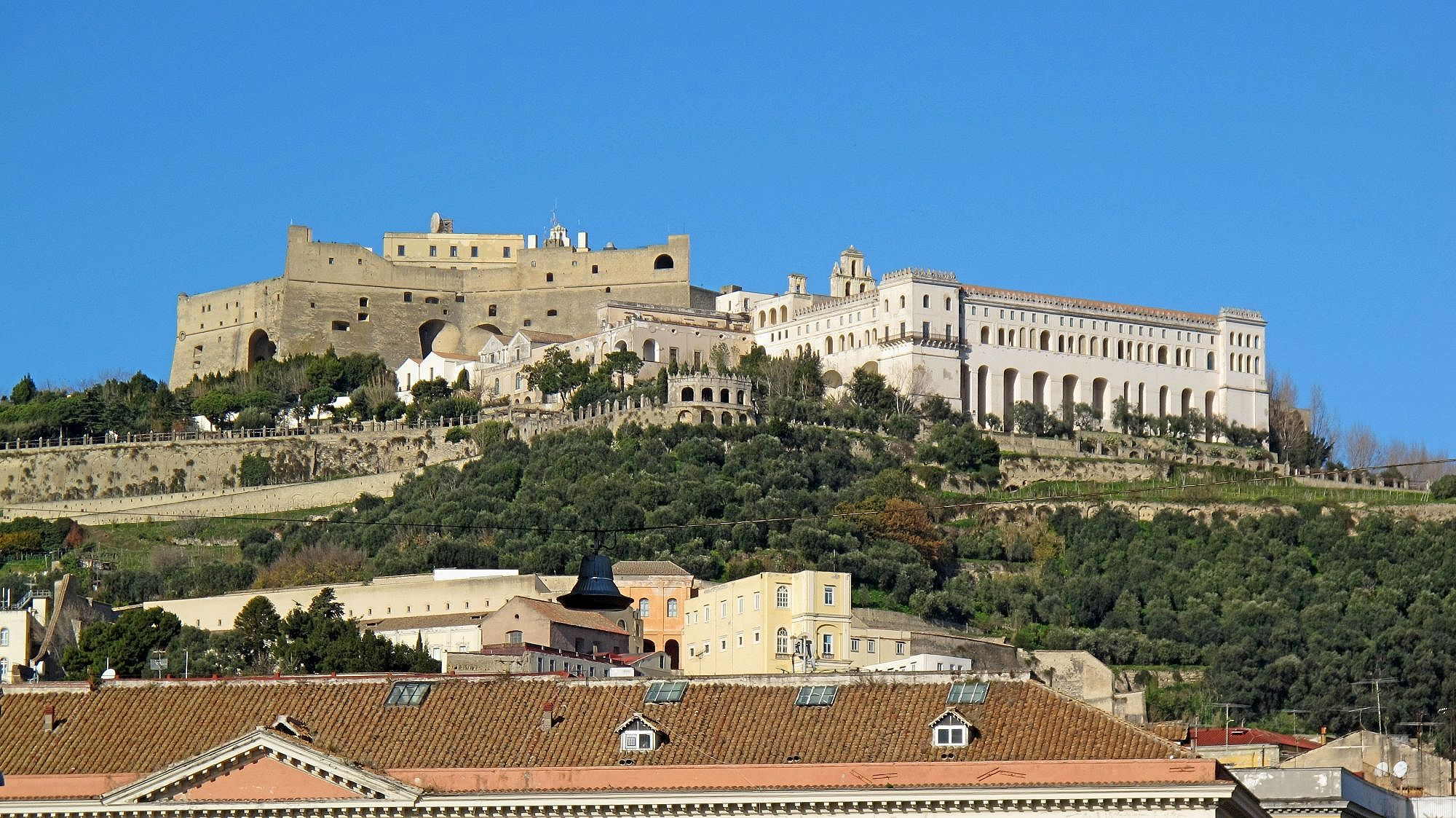
Certosa di San Martino

In questo secolo la città si espanse verso la collina di Capodimonte (quartieri popolari) e sulla Riviera di Chiaia (quartieri borghesi). L'architettura napoletana era ancora permeata da strutture manieriste e le opere barocche erano poche e furono affidate ad architetti del calibro di Fanzago e di Lazzari; gli altri architetti, invece, si limitarono a progettare decorazioni interne di chiese e rimaneggiare i palazzi della borghesia. Le maggiori produzioni di Barocco si presentano in San Martino e nel Duomo. In città Dionisio Lazzari aprì una prolifica bottega che progettò i più splendidi complessi di marmi commessi.

### XVIII secolo

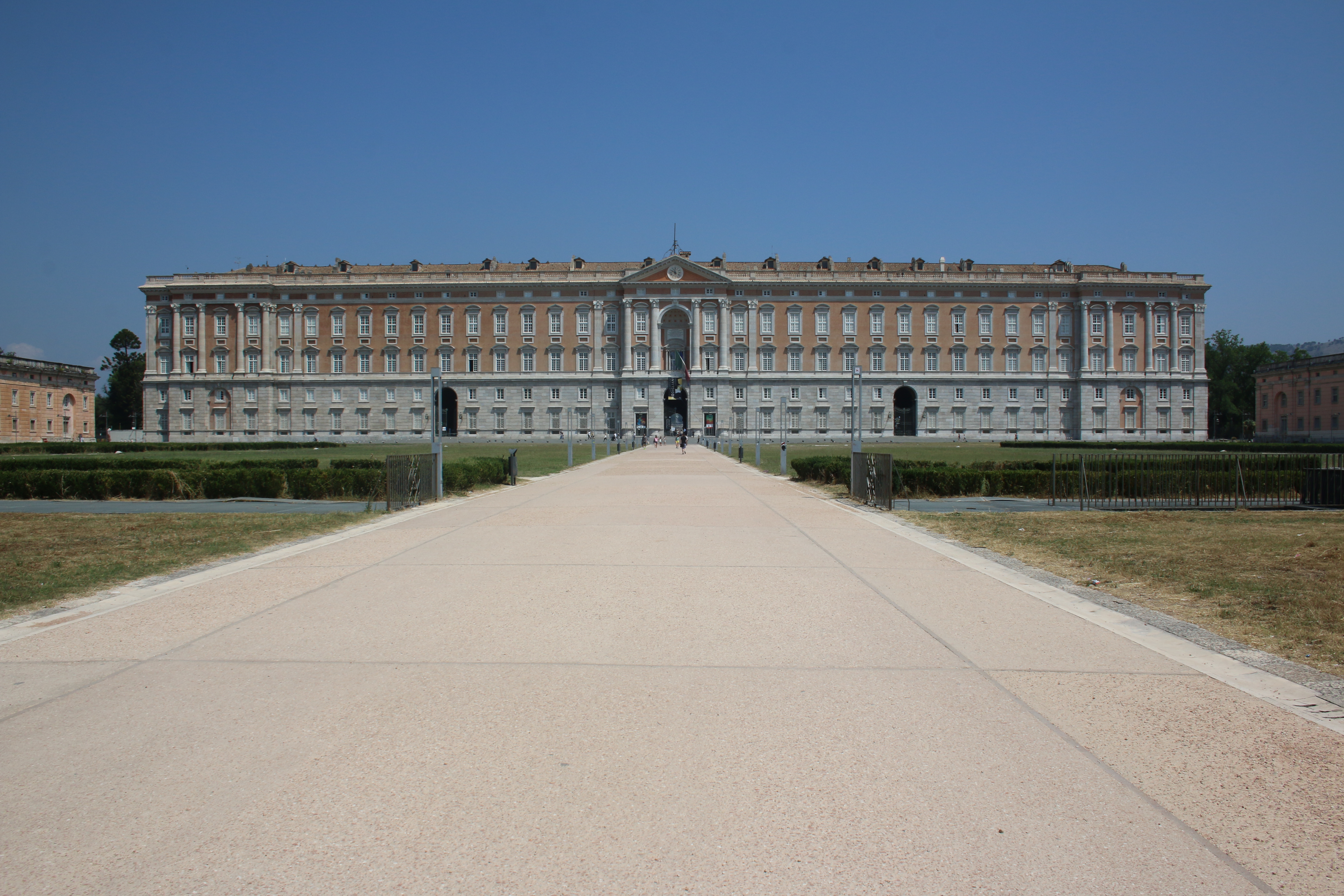
La Reggia di Caserta vista dal centro di Piazza Carlo di Borbone, facente parte dell'ambizioso piano urbanistico napoletano di stampo illuminista sotto Carlo III di Borbone

Con la guerra di successione spagnola, Napoli passò sotto il dominio Asburgico, con l'ausilio di viceré, sebbene governarono per ventisette anni, fu molto difficile affrontare i problemi urbanistici della città.
La figura centrale della prima metà del secolo fu Francesco Solimena che oltre ad essere pittore ed un eccellente architetto, fu fondamentale anche per la formazione di altri architetti che dominarono la scena fino alla prima metà del secolo: Ferdinando Sanfelice, Giovan Battista Nauclerio e Domenico Antonio Vaccaro.
Nel 1734 con l'arrivo dei Borbone, Napoli divenne di nuovo indipendente e uno dei primi atti di Carlo III di Borbone fu la tassazione dei beni ecclesiastici, frenando così l'espansione di suoli sacri; altro atto fu quello di abbattere una buona parte delle mura per rendere la città meno congestionata; nel 1740, inoltre, fu realizzato il nuovo catasto, che fu detto “onciario”, perché l'imponibile era espresso in once. L'elemento più debole del catasto onciario fu l'assoluta esenzione dal tributo dei beni feudali, che pure venivano accertati dai rilevatori; così su iniziativa di Bernardo Tanucci nel 1738 fu approvata una “prammatica” tendente a limitare la giurisdizione feudale, ma sei anni dopo il baronaggio ne ottenne la revoca.
Nuovi architetti emersero sulla scena urbana partenopea quali Giuseppe Astarita, Nicola Tagliacozzi Canale e Mario Gioffredo; quest'ultimo aderì alla corrente del neoclassicismo allora nascente. Con Carlo comparirono i nomi di altri architetti di varie formazioni ed estranei a quella locale come Giovanni Antonio Medrano (siciliano), Antonio Canevari (romano), Ferdinando Fuga (fiorentino) e Luigi Vanvitelli (napoletano ma di origine olandese con formazione romana). I quattro architetti progetteranno regge, ville, e complessi sempre in gusto barocco ma con influenze classiciste. Contemporaneamente si popolò anche la zona del vesuviano come luogo di villeggiatura dei nobili napoletani.
Nel 1775, epoca della pubblicazione della pianta del duca di Noja Giovanni Carafa Napoli contò circa 350 000 abitanti.
Nel 1779 si conferì con decreto regio la ripartizione in dodici quartieri: San Ferdinando, Chiaia, Montecalvario, San Giuseppe, Porto, Portanova-Pendino, San Lorenzo, Avvocata, Stella, San Carlo all'Arena, Vicaria e Mercato quando per la prima volta furono apposte le targhe e i numeri civici che, però, non erano altro che la riedizione delle dodici "deputazioni municipali" stabilite nel XIV secolo. Le deputazioni furono la naturale evoluzione delle “fratrie”, anch'esse una dozzina, che avevano funzioni religiose e politiche: Aristeri, Artemisi nei pressi di via Duomo, Ermei, Eubei presso il decumano inferiore, Eumelidi presso il Monte Echia, Eunostidi nei pressi del borgo dei vergini, Theodati, Kretondi presso l'attuale vico SS. Filippo e Giacomo, Kurmeni, Panclidi, Oinonei e Antinoiti nei pressi di San Giovanni Maggiore.

## Età contemporanea

### XIX secolo

#### La parentesi francese e il ritorno dei Borbone

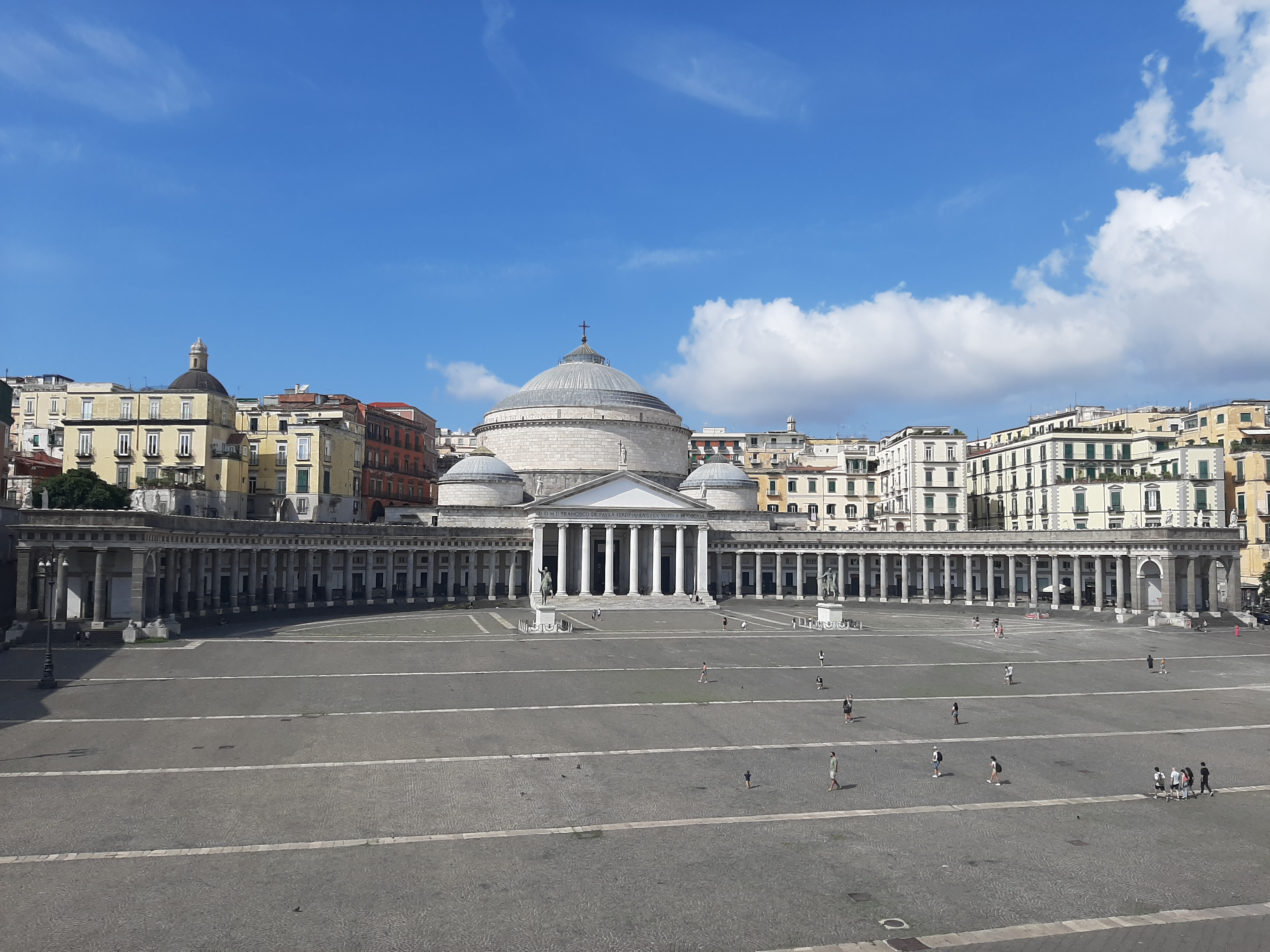
Basilica di San Francesco di Paola, e piazza del Plebiscito

Alla fine del secolo XVIII, sulla scia degli ideali della Rivoluzione francese, Napoli visse un periodo che portò prima all'effimera instaurazione della Repubblica Partenopea e, agli inizi del XIX secolo, dopo un momentaneo ritorno dei Borbone, ad un periodo di occupazione napoleonica.
Giuseppe Bonaparte, fratello di Napoleone, commissionò lo sbancamento del colle di Santa Teresa e la costruzione di un ponte sul Vallone della Sanità, opere che permettono la realizzazione del Corso Napoleone, grande strada che collega la Reggia di Capodimonte con il Palazzo Reale conferendo continuità con la precedente Via Toledo; oltre a ciò istituì il catasto urbano e iniziò anche la prima soppressione degli ordini religiosi, adattando i conventi della città ad abitazioni o ad uffici pubblici.
Con l'avvento di Gioacchino Murat, si decise un programma riformatore della città che prevedeva il decentramento della stessa in campo politico e urbano. Nonostante Napoli si arricchisse di istituzioni culturali importantissime, il periodo francese non fu dei più felici. Sotto il regno murattiano furono aggregate alla città i casali di Bagnoli, Fuorigrotta, Poggioreale e Vomero.
Con la restaurazione, al potere ritornarono di nuovo i Borbone. Il primo atto fu il completamento di Piazza del Plebiscito già iniziata dai francesi con l'innalzamento della Basilica reale pontificia di San Francesco di Paola (Pietro Bianchi) su imitazione del Pantheon che serviva anche a mascherare l'ingorgo urbanistico della retrostante collina di Pizzofalcone.
Nel 1839 fu istituito il Consiglio edilizio al quale funzionamento erano preposti sei commissari, ognuno dei quali si occupava di due delle dodici sezioni cittadine, e ventiquattro architetti di “dettaglio”, due per ciascuna sezione. Ne fecero parte importanti architetti come Antonio Niccolini, Stefano Gasse, Gaetano Genovese e Errico Alvino, i quali progettarono alcuni esempi di architettura neoclassica come la Villa Floridiana, Palazzo San Giacomo, Villa Pignatelli e l'Accademia di Belle Arti. Si riprogettò il Teatro di San Carlo, la Villa Comunale, l'apertura di arterie viarie iniziate dai Francesi come Via Posillipo, la risistemazione di Via del Piliero che contribuirono allo sviluppo della città verso la collina del Vomero e di Bagnoli.
(Giuliana D'Ambrosio)
L'espansione edilizia continuava anche verso i casali della periferia nord.

#### Dal 1860 al 1914: Il risanamento

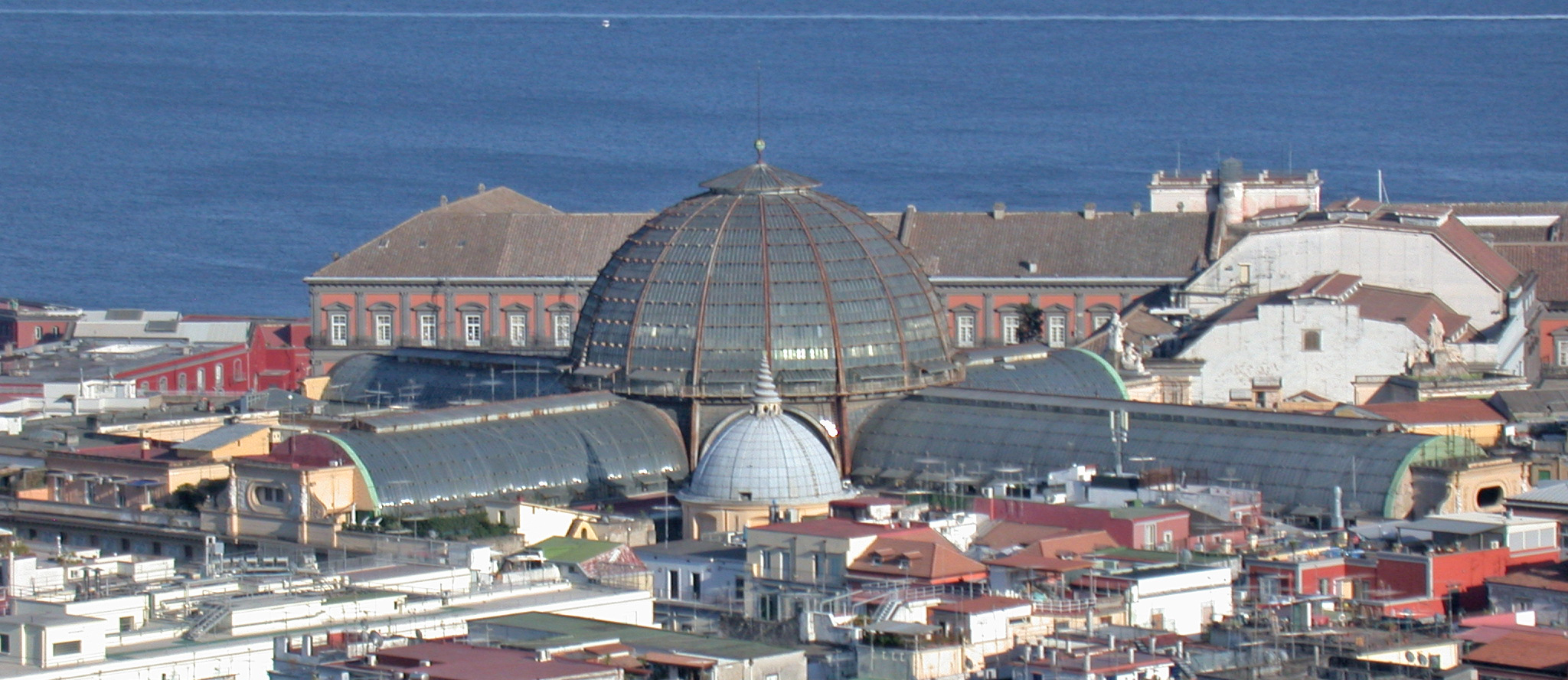
La galleria Umberto I vista dalla certosa di San Martino

Dopo l'Unità, i Savoia, realizzarono dei progetti di massima già iniziati dai Borbone come quello di Via Duomo, il completamento del Corso Maria Teresa, il cui nome fu cambiato in Corso Vittorio Emanuele, la prima tangenziale d'Europa che fiancheggia tuttora la collina del Vomero e la realizzazione di quartieri a est e ovest: quelli a ovest come il quartiere Chiaia furono realizzati subito mentre quelli della periferia est solo dopo il risanamento.
I nuovi quartieri nascevano su direttrici ormai differenti in rapporto a distinte destinazioni sociali: verso ovest erano a minore densità abitativa, ubicati in luoghi salubri e panoramici, destinati alla borghesia ricca; verso nord e est, vicino alle paludi del fiume Sebeto, sorgevano i quartieri malfamati destinati ai ceti impiegatizi ed al proletariato di massa.
In città furono anche realizzati i primi suoli destinati all'industria, sviluppandosi verso la piana di Bagnoli, come attestano i resti di archeologia industriale.
Per due decenni proseguiva la realizzazione di quartieri borghesi verso Chiaia come il Rione Amedeo, Via del Parco Margherita, Viale Regina Elena (oggi Viale Gramsci), il completamento del Corso Vittorio Emanuele verso Piazza Mazzini, la bonifica dell'area attorno Piazza Dante e Piazza Museo Nazionale con la realizzazione di un rione realizzato secondo i moderni sistemi di pianificazione, cioè a scacchiera, e con la realizzazione della Galleria Principe di Napoli, la prima in città.
Una delle personalità di spicco dell'architettura e dell'urbanistica del periodo fu Lamont Young che propose la realizzazione di una metropolitana che avrebbe consentito di collegare i quartieri operai con il centro e quelli borghesi. Alcune idee di Young sul progetto hanno riscontro nel moderno quartiere di Bagnoli realizzato nell'arco di un ventennio su iniziativa del barone Candido Giusso.
Il progetto più ambizioso era quello di risanare la città bassa cioè quella protesa verso il mare, questi quartieri erano precari come condizioni igienico-ambientali; infatti nel 1884 il colera esplose e si sviluppò proprio in quella zona. L'anno successivo fu promulgata una legge che prevedeva il risanamento ma i progetti furono attuati solo nel 1889 e i lavori durarono fino oltre la prima guerra mondiale: si realizzarono così la bonifica per la colmata delle parti più basse verso il mare, la realizzazione del Corso Umberto I (forse è la eminente opera del progetto), l'allargamento di Via Duomo, la realizzazione della zona di Santa Brigida con la realizzazione della Galleria Umberto I, il completamento del quartiere Chiaia e Vomero; con il risanamento vennero realizzati quartieri attorno Piazza Garibaldi con il cosiddetto rione delle Case nuove e la realizzazione del rione Arenaccia che espandeva la città verso Poggioreale e verso Secondigliano.
Inoltre gli interventi urbanistici promossero anche l'idea di realizzare le due funicolari più antiche: Funicolare Chiaia e Funicolare Montesanto, connettendo il nascente quartiere del Vomero con il Centro storico, mentre nel 1910 fu inaugurato il tratto da Mergellina fino a Campi Flegrei della odierna Linea 2 che costituiva la prima metropolitana d'Italia.
Sebbene il risanamento si proponeva la risoluzione dei problemi urbanistici, in realtà peggiorò quelli sociali oltre a sacrificare monumenti di grande valore storico come l'abbattimento del chiostro chiostro di San Pietro ad Aram, il chiostro di Sant'Agostino alla Zecca e altri edifici.

### XX secolo

#### Dal 1900 al 1943: Industrializzazione e fascismo
(Benito Mussolini)

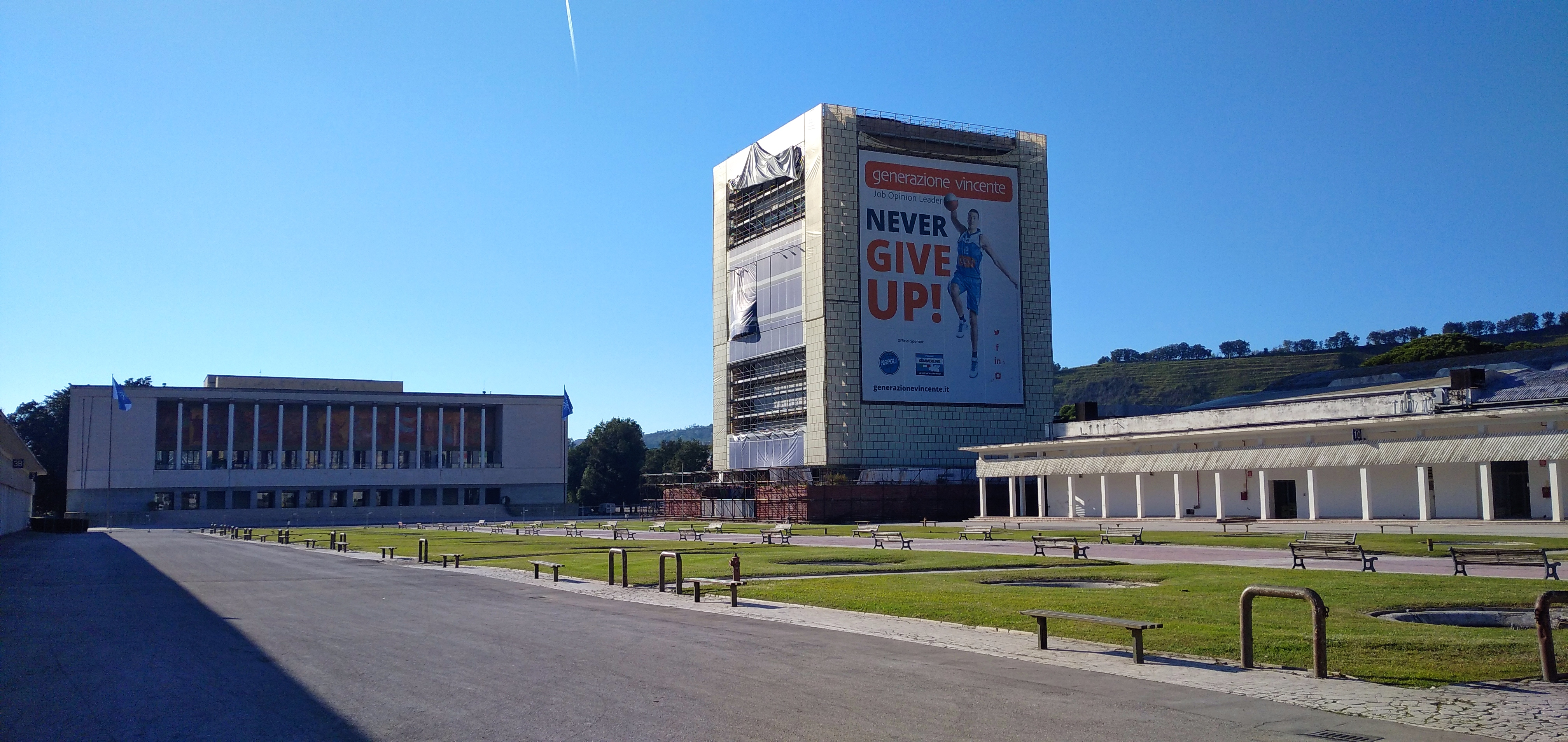
Piazzale Colombo della Mostra d'Oltremare

Durante il periodo del risanamento emerse con chiarezza la gravità delle condizioni sociali e la precarietà dell'economia partenopea, tanto che nel 1904 una nuova legge statale promosse l'industrializzazione con la localizzazione di impianti produttivi a Bagnoli e a San Giovanni a Teduccio, ma ciò conseguì a effetti immediati perché non furono rispettate le condizioni proposte di Francesco Saverio Nitti: come l'allargamento del suolo comunale senza incontrare gli inconvenienti del dazio sulle merci che entravano e uscivano per la produzione di beni.
Con l'avvento del regime fascista fu approvato un pacchetto con i provvedimenti per la città tra questi, oltre all'aggregazione dei casali attorno Napoli, vi fu anche l'istituzione di un Alto Commissariato e la fondazione della Facoltà di Architettura nel Palazzo Gravina che ha formato molti degli importanti architetti di Napoli nel corso di decenni. Nel 1939 fu approvato il nuovo Piano regolatore che funse da base per lo sviluppo urbanistico del dopoguerra. La ripartizione in 12 quartieri del 1779 fu in questo periodo confermata con anche l'inclusione nel territorio urbano dei quartieri di Barra, Ponticelli, San Giovanni a Teduccio, San Pietro a Patierno (avvenuto il 15 novembre 1925), i Collegi Uniti (comprendente Chiaiano, Marianella e Piscinola), Secondigliano (comprendente Scampìa e Miano), Pianura e Soccavo (avvenuto il 3 giugno 1926). Al termine delle annessioni il comune risultava con una superficie più che doppia e una popolazione aumentata di due terzi, ma non raggiunse il milione sperato da Mussolini.
Le trasformazioni avvenute nel ventennio furono in prevalenza interventi realizzati nelle zone centrali e intermedie: il Rione Duca D'Aosta, il Rione Miraglia, Il Rione Sannazzaro, il Rione San Pasquale a Chiaia, il completamento della colmata di Santa Lucia destinata alla realizzazione del quartiere omonimo, lo sventramento del rione San Giuseppe e Carità per realizzarvi la parte pubblica della città, il potenziamento dell'area portuale con la realizzazione della Stazione Marittima e del Mercato Ittico, la costruzione di nuovi quartieri della piccola borghesia e la realizzazione della Mostra d'Oltremare. Ciò che si tentò di realizzare nel “ventennio” era di elevare l'economia locale a livello di “Porto dell'impero”, in posizione cioè privilegiata nei collegamenti con le destinazioni d'oltremare e verso i possedimenti coloniali, ponendo, quindi, un elemento di discontinuità con il passato rappresentato dall'urbanistica umbertina, varata alla fine dell'Ottocento, che insisteva sui caratteri classici e monumentali.

#### La Ricostruzione

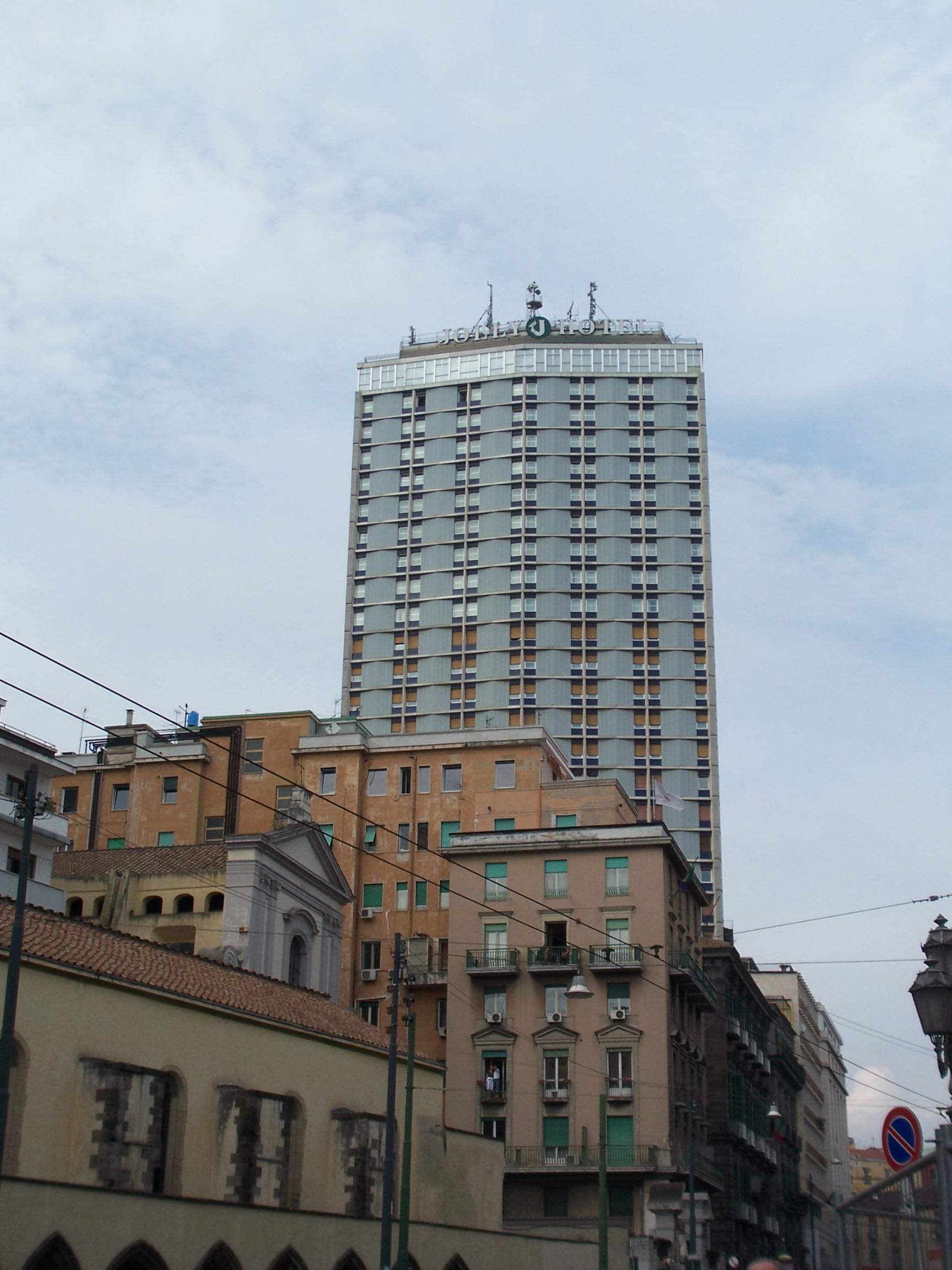
Ambassador's Palace Hotel

I danni provocati dalla seconda guerra mondiale furono ingenti: le distruzioni di industrie e infrastrutture operate dai Tedeschi in fuga si sommarono a quelle degli Alleati. La ricostruzione impegnò un arco di tempo molto lungo.
Lo spazio urbano fu considerato la risorsa cruciale su cui puntare dal punto di vista economico e politico. Una nuova versione del PRG nel 1946 fu, tuttavia, bocciata dall'amministrazione laurina, per adattarsi ai disegni della nascente speculazione edilizia: la legge sulla Ricostruzione del 1947 concedeva ai proprietari un finanziamento dell'80% sulla spesa da sostenere per recuperare il volume distrutto. I proprietari, tuttavia, per rifarsi sul restante 20% di spesa, decisero di vendere i diritti di ricostruzione ad ogni sorta di speculatori ed affaristi che così poterono agire indisturbati.
L'edificazione intensiva delle colline e l'addensamento di parti cospicue dei tessuti antichi sconvolse il paesaggio cittadino riducendo al minimo gli spazi dedicati al verde e saturando ogni suolo edificabile, senza lasciar posto ad attrezzature di socializzazione e senza realizzare una rete viaria adeguata. Il completamento dello sventramento del rione San Giuseppe, con la realizzazione di parte del rione Carità, assunse un intervento emblematico, grazie all'edificazione del famigerato e incombente grattacielo della Società Cattolica delle Assicurazioni, oggi Jolly Hotel, simbolo evidente del concetto di modernizzazione che si aveva in mente all'epoca. Tale concetto, che affondava le proprie radici nel razionalismo, fu interpretato dagli architetti dell'epoca (Giulio De Luca, Luigi Cosenza, Carlo Cocchia, Uberto Siola) come una risposta allo stile di “palazzo” che aveva caratterizzato il Regno; gli alloggi furono collegati l'un l'altro in lunghi corpi di fabbrica per risparmiare sulle strutture portanti, alte circa 4 o 5 piani, tutte in linea e rigorosamente orientate.
Il piano regolatore del 1958, predisposto dalla giunta municipale guidata da Achille Lauro, e bocciato dal Ministero dei lavori pubblici per il carattere speculativo, lasciò tracce degli insediamenti di architettura popolare poi costruiti, sorti in localizzazioni comprese fra quelle proposte dal piano regolatore per l'espansione della città, completando con la concentrazione di ceti sociali più disagiati in quartieri-ghetto emarginati quali, ad es., La Loggetta e Secondigliano rispettivamente di 3800 e 7000 vani. Tali tracce rispondevano al “movimento internazionale di architettura moderna” che traeva ispirazione dal razionalismo tedesco degli anni venti.

#### Dal 1960 al 1980: la nuova architettura

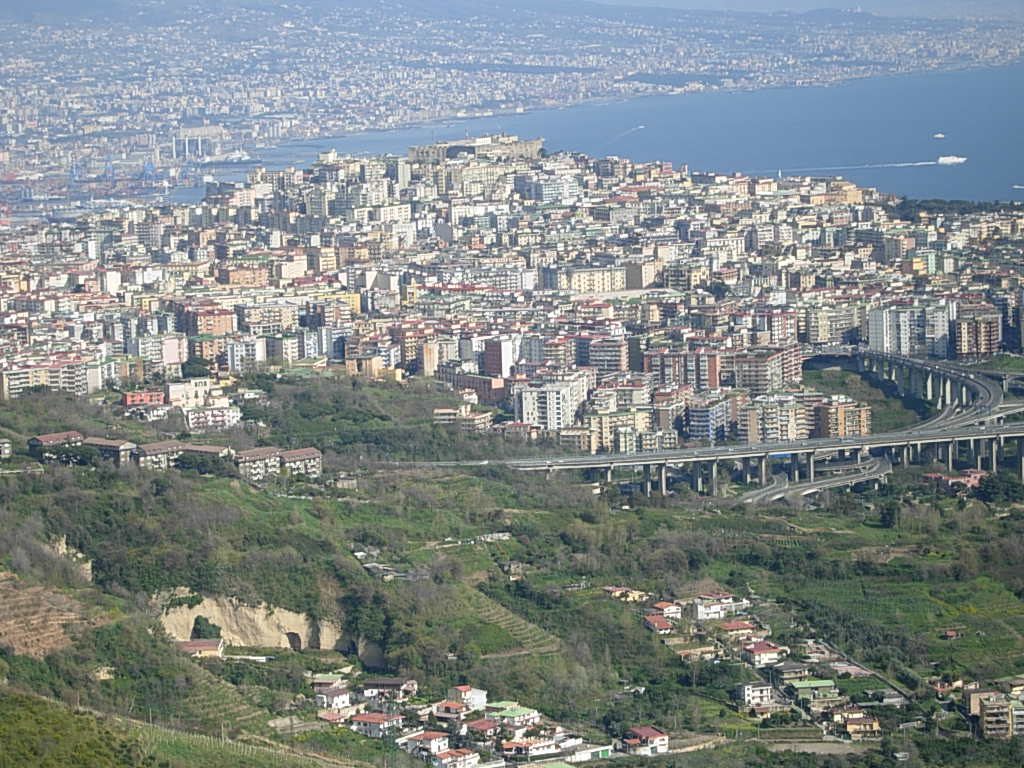
Tratto dell'Autostrada A56 Tangenziale di Napoli

I processi di intensificazione residenziale avvenuti nel dopoguerra non hanno interessato solo il territorio comunale di Napoli ma anche quelli dei comuni circostanti come per esempio tra Pozzuoli e l'area ovest della città o anche tra il quartiere di Barra e San Giorgio a Cremano, assumendo le dimensioni di una grande conurbazione superpolitana, nella quale le periferie risultano degradate e vuote con flussi di pendolari che si spostano verso il centro storico nel quale di concentrano i principali commerci. A tal proposito Francesco Rosi diresse un film sulla speculazione edilizia napoletana intitolato Le mani sulla città del 1963.
Ridotto il fenomeno della speculazione, si ebbe l'idea di collegare le periferie con trasporti pubblici tra i quali il progetto di massima della metropolitana avvenuto negli anni settanta, ma attuato negli anni successivi, con l'apertura del tratto Vanvitelli-Colli Aminei che ha de-congestionato il traffico dei veicoli inquinanti, nonché la realizzazione della speculativa Tangenziale che collega i comuni della conurbazione con i quartieri più o meno centrali del capoluogo, il progetto fu proposto negli anni sessanta per una scelta strategica, rilanciata dal boom economico e da quello edilizio.
La scelta della costruzione cadde nella realizzazione di grandi opere speculative: il Viadotto Capodichino che incombe in buona parte, con i suoi esili pilastri, le abitazioni edificate in un tempo precedente e demolendone altre per le strutture portanti, alle gallerie che corrono sotto le colline tufacee o sorvolare con arditi viadotti delicati punti.

##### La riqualificazione urbana e il Piano regolatore del 1972
Dopo il terremoto del 1980 furono attuati alcuni interventi del suolo comunale, soprattutto a livello centrale, e la ricostruzione delle periferie con esempi di notevole architettura popolare. Ma la svolta fu nel 1972 con il nuovo piano regolatore che, sostituendo quello del 1939, determinava una “paralisi urbanistica” favorendo l'economia abusiva, già presente nel quartiere di Pianura e la collina dei Camaldoli, l'attuazione di piani proposti durante la ricostruzione come quello di Via Marittima e l'approvazione con la legge 167 (approvata un decennio prima ma modificata nel 1965 e nel 1971) di nuovi quartieri popolari edificati principalmente nella zona nord come Scampia e della zona est come quella di Ponticelli.
Tutto ciò fu approvato dopo il 1980 con il Piano di emergenza per i terremotati riqualificando, inoltre, i vari casali della periferia con la realizzazione di quartieri-dormitorio facendo vivere i ceti bassi con il minimo indispensabile senza realizzare ingenti opere per consolidare il tracciato urbanistico che collega il centro storico con le periferie (un collegamento parziale fu raggiunto con la realizzazione della tratta Colli Aminei-Piscinola nel 1995).
Nel programma di riqualificazione urbana era rientrato solo il Centro storico il quale tessuto è stato recuperato dopo molti anni di abbandono conservativo, da una decina di anni è in corso la riconversione architettonica di molti palazzi nobiliari in associazioni culturali.

### Dal 1980 ad oggi

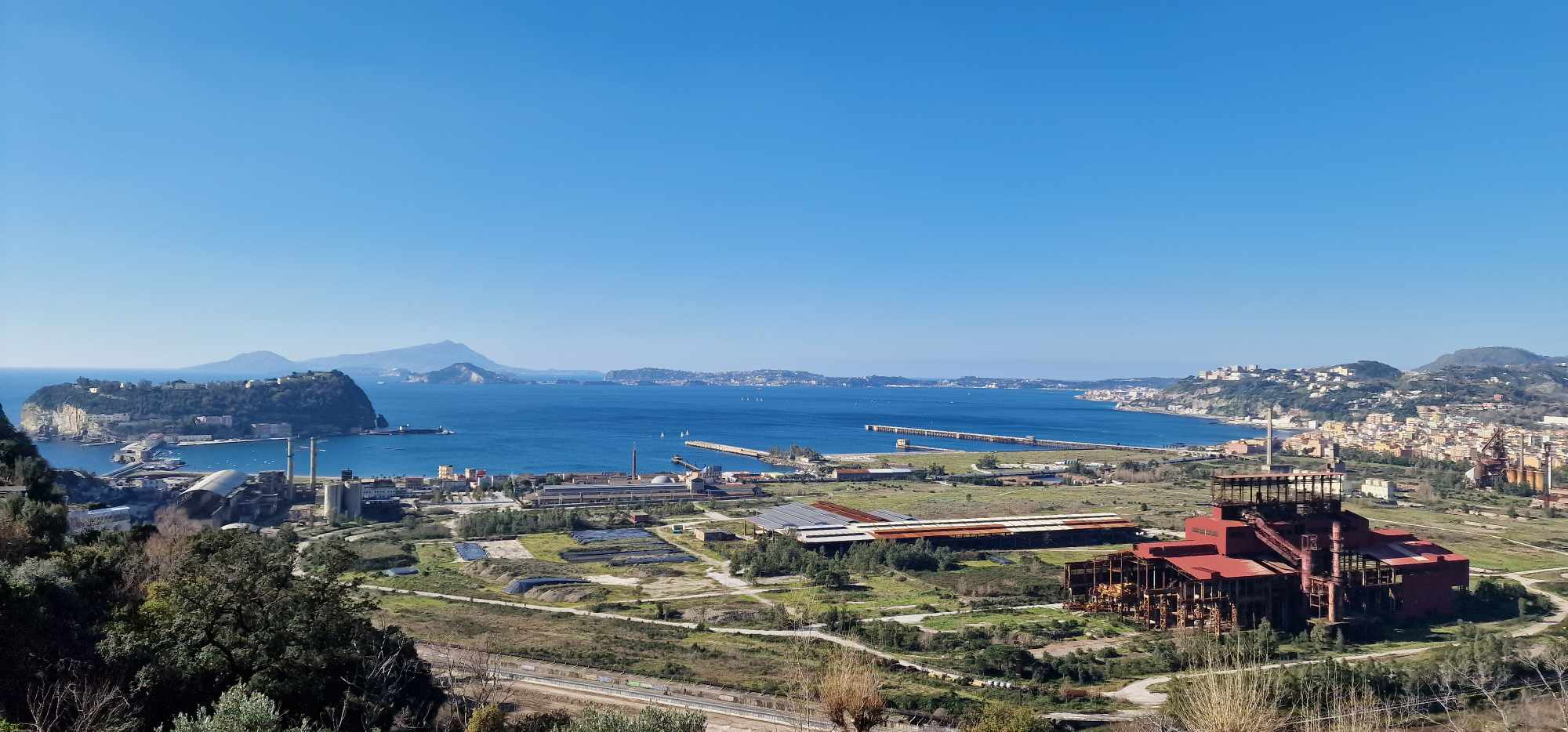
Acciaierie di Bagnoli, oggi archeologia industriale

Con la realizzazione di nuovi fabbricati a nord della periferia napoletana come nel caso di Scampia e Secondigliano si completò il piano del 1972, grazie anche all'approvazione urgente della legge 167. Le nuove costruzioni edili furono per la prima volta “lottizzate” realizzando delle celle rionali simili a dei “ghetti”. Da una parte il tessuto urbanistico risulta carente e possiede solo due assi viari principali che funzionano da cardo e decumano per accedere al quartiere, d'altra parte la destinazione d'uso – squisitamente residenziale – ha fatto registrare la mancanza di luoghi di svago e di incontro extrascolastico, nonché la carenza di centri sanitari specialistici.
Nel frattempo nelle aree predisposte avvenne il fenomeno della de-industrializzazione che comprometteva l'economia statale e cittadina: le aree delle ex acciaierie ILVA e Italsider furono proclamate archeologia industriale. Molte torri furono demolite per far posto a luoghi didattici come Città della Scienza che acquistò un padiglione industriale ottocentesco e lo fece restaurare dall'architetto napoletano di fama nazionale e internazionale Massimo Pica Ciamarra diventando uno dei tanti poli più avanzati nell'ambiente scientifico italiano.
La “febbre del calcio” dei Mondiali conferì molte speranze all'urbanistica partenopea: tutti i centri sportivi furono restaurati e adattati per poter sfruttare il massimo dei posti a sedere. In alcuni casi, tuttavia, si compirono dei veri e propri abusi, come nel caso dello Stadio San Paolo dove fu compromessa la struttura degli anni cinquanta realizzata da Carlo Cocchia con un telaio di Acciaio che lo danneggiò sia dal punto estetico che da quello strutturale.
Il 30 maggio 1994 fu presentata a Castel dell'Ovo la “Carta di Megaride” che rappresentava il modello urbanistico al quale avrebbe dovuto fare riferimento Napoli insieme ad altre diciotto città europee. I dieci principi fondamentali della nuova “città futura” si possono così riassumere: equilibrio tra ambiente urbano e naturale, qualità della vita, libero accesso alle informazioni, mobilità pedonale e ciclabile, sussidiarietà orizzontale, innovazione tecnologica, recupero dell'esistente piuttosto di altro cemento, sicurezza urbana, funzionalità della macchina amministrativa e cultura storica.

## Prospettive sull'urbanistica e sull'architettura a Napoli

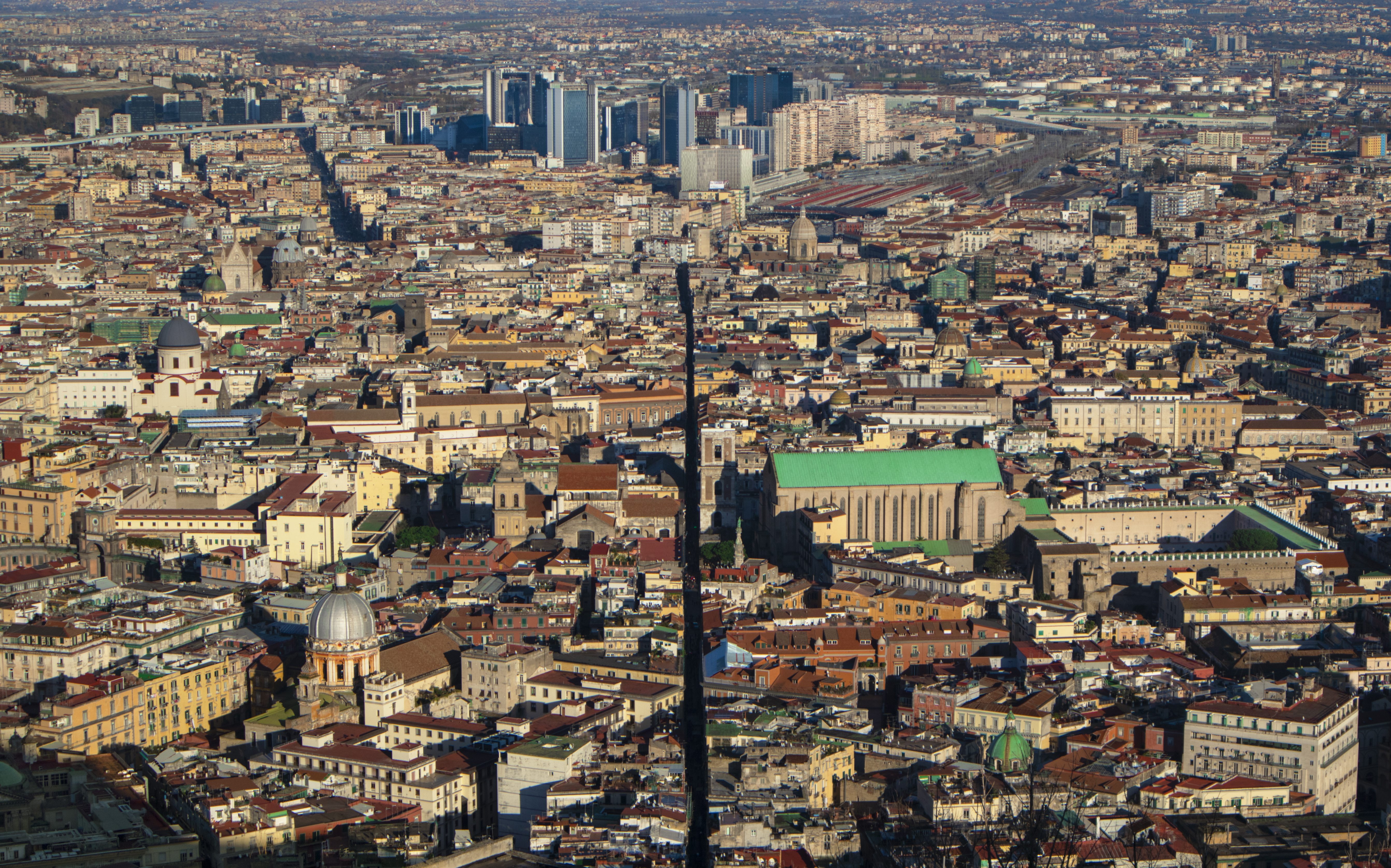
Grattacieli del Centro Direzionale

### Centro storico
Il Comune di Napoli ha avviato un programma di recupero degli edifici storici, in partenariato con l'Unesco, che può contare di un finanziamento di circa 240 milioni di euro. Il programma, tra l'altro, prevede 120 interventi che coinvolgono oltre a palazzi e chiese, anche le piazze ed altri spazi pubblici per lo sviluppo economico e sociale dell'area. Tale iniziativa si è aggiunta all'istituzione di una Zona a Traffico Limitato (ZTL) in quanto la congestione del traffico pone in serio dubbio la stessa possibilità di percepire i valori estetici e statici della città.

### Centro direzionale
Il Centro direzionale rientrava nel piano regolatore del 1939, ma fu realizzato solo negli anni novanta sul progetto di Kenzō Tange e da vari esponenti di architettura di Napoli. Il nuovo complesso risulta ridimensionato rispetto al progetto originale; diversi fattori tra i quali, ad es., l'area costruita, e non terminata del rione retrostante hanno determinato un incremento della congestione degli assi viari e non hanno permesso di sviluppare un piano alternativo di circolazione su ferro, in quanto all'epoca il sistema di trasporti su ferro era basato essenzialmente sulle linee extra-urbane (Direttissima, la Cumana, la Vesuviana e l'Alifana).
La soluzione attuale, invece, presenta diversi livelli: in sotterraneo, anche come parcheggio, collegando, in questo modo, la Tangenziale con la Zona Industriale e decongestionando il traffico; in superficie è adibita ad uso commerciale o di svago con l'aggiunta di punti di ristorazione e di ritrovo; la parte orientale, infine, è adibita ad uso residenziale. L'edificio, in cui è meglio espressa la perizia degli architetti napoletani, è la coppia di Torri ENEL, adibita a uffici, la quale è retta dalla trave orizzontale che risulta a sua volta retta da due corpi laterali in calcestruzzo armato dove sono ospitati i servizi e dove si trovano le scale e gli ascensori.

### Periferie
Attualmente sono operativi numerosi interventi di trasformazione urbana: a occidente con la bonifica di Bagnoli tramite la società Bagnolifutura SPA, ad oriente mediante il Consorzio Napoli Est per il recupero delle aree dismesse dalle raffinerie e, infine, a settentrione con l'istituzione della facoltà di Medicina a Scampia ed il completamento della Linea 1 della metropolitana fino all'aeroporto. L'inaugurazione di questa grande opera è avvenuta nel 1993, dopo circa quindici anni dall'apertura dei cantieri, con la tratta Vanvitelli-Colli Aminei e, nel 1995, del tratto Piscinola-Colli Aminei, e ancora, nel 2004, della tratta Vanvitelli-Dante, questa ultima caratterizzata dalla partecipazione di uomini di fama internazionale che ne hanno arricchito gli interni con opere d'arte.

### Emerografia
- Il Mattino, 22 febbraio 2001, Napoli, finalmente il piano regolatore.

### Videografia
- I progetti urbanistici per la nuova Napoli (1986), su YouTube.